# جيمس تشابيل
جيمس تشابيل (بالإنجليزية: James Chappell)‏ هو عالم فلك ومصور أمريكي، ولد في 1891، وتوفي في 1964.